# Kampen (kulle i Antarktis)
Kampen är en kulle i Antarktis. Den ligger i Östantarktis. Australien gör anspråk på området. Toppen på Kampen är 1 500 meter över havet.
Terrängen runt Kampen är huvudsakligen platt. Trakten är obefolkad. Det finns inga samhällen i närheten.